# Храм Святого Князя Владимира (Йоханнесбург)
Приход святого Князя Владимира — община РПЦЗ в Йоханнесбурге, ЮАР, существовавшая с 1951 года по конец 1970-х годов. Объединяла представителей местной русской и частично сербской общин.

## История
Основание общины относится к 1951 году, когда в ЮАС прибыл священник Симеон Стариков. Костяк общины составляли приблизительно 50 человек Первой волны эмиграции, к которым присоединились русские Ди Пи, прибывшие после Второй мировой войны. Первоначально богослужения совершались в боковом приделе англиканского собора.
В 1958 году указом Первоиерарха митрополита Анастасия (Грибановского) архимандрит Алексий (Чернай) был назначен настоятелем прихода св. Владимира и Администратором русских православных общин в Южной Африке.
С 1960 года приход временно располагался в помещении шведской протестантской церкви.
С 1961 года община арендовала у одного эмигранта литовского происхождения дом, в котором разместился храм.
Приход организовал прекрасный хор, не уступавший в мастерстве лучшим русским церковным хорам в США. В тесном контакте с русской общиной находилась более многочисленная сербская община.
К началу 1970-х годов русская колония в ЮАР почти вся состояла из представителей первой эмиграции — людей в преклонном возрасте. Прихожане, выходя на пенсию, не могли платить тех взносов, которые платили раньше. В приходе было все меньше венчаний и крестин и все больше похорон. В результате многочисленных смешанных браков дети вырастали в других традициях и многие уже говорили по-русски плохо или вообще не говорили. В ЮАР стала расти инфляция. Помимо этого, сербы, много лет поддерживавшие русскую церковь, выписали себе сербского священника, чтобы он служил и учил детей Закону Божию на их родном языке. Часть прихожан уехала из Южной Африки. Приход стал таять. Прекратилось общение с паствой, проживавшей в различных уголках тропической Африки. Стало слишком дорого объезжать даже общины в ЮАР.
Чтобы не обременять приход, настоятелю, архимандриту Алексею, пришлось в 1969 году устроиться на работу заведующим на складе Британской Библейской Миссии, которая предоставила ему небольшую квартиру, где в одной из комнат он устроил домовый храм и часть своего жалования употреблял на нужды русской общины.
С получением африканскими странами независимости во многих из них начался «чёрный террор», вспыхнули войны между различными этническими, политическими и религиозными группами, резко упал уровень жизни. Все это привело к отъезду белого населения из этих стран.
Рента поднялась, увеличились цены на продукты, электричество и телефон. Раньше неплохие результаты давали воззвания о помощи к другим церквам, теперь же в связи с ростом инфляции все вынуждены были экономить. Здоровье архимандрита Алексея в климате Южной Африке сильно пошатнулось. Доктора советовали как можно скорее уезжать. Постепенно к этому же выводу пришла и оставшаяся малочисленная паства. В сентябре 1974 года архимандрит Алексей уехал в США, в конце 70-х годов русский приход в ЮАР был упразднен, а здание, в котором он располагался, было снесено.

## Межцерковные отношения
Экзархи Александрийского патриарха в ЮАР митрополит Никодим (Захарулис) и сменивший его митрополит Павел (Лингрис) неоднократно совершали службы в русской церкви. Дважды посещавший страну, по случаю закладки, а затем освящения кафедрального собора Йоханнесбургской и Преторийской митрополии Папа и патриарх Александрийский и всей Африки Николай VI, также дважды совершал Божественную литургию в русской церкви.
Архимандрит имел контакты с представителями Африканской православной церкви
(«African Orthodox Church»). В то же время, отец Алексий отказался принять в лоно РПЦЗ общину африканцев из Лесото.

## Опека русской колонии
Помимо столицы, русский священник совершал богослужения в Кейптауне, где использовалась англиканская часовня в приюте для мальчиков, и в Претории, где проживало всего 4 русских — в греческой церкви, англиканском или католическом храмах.
Уполномоченные русской общины были в столице Капской Колонии — Капштаде, где проживало около 30 русских, в городах Дурбане, Солсбери в Родезии, Найроби в Кении и Лоренцо-Маркише, Мозамбик.
Священник посещал Бельгийское Конго, служил для русских семей в городах Елизаветвилл, Леопольдвилл, Бразавилл, Камбов, Кальвези и других, местный греческий митрополит Киприан (Пападопулос) способствовал этому, предоставлял свой храм и даже пел на службах.
В столице Эфиопии городе Аддис-Абебе служил в русской церкви, устроенной на участке земли, подаренном женой абиссинского императора.